# Fossile Energie

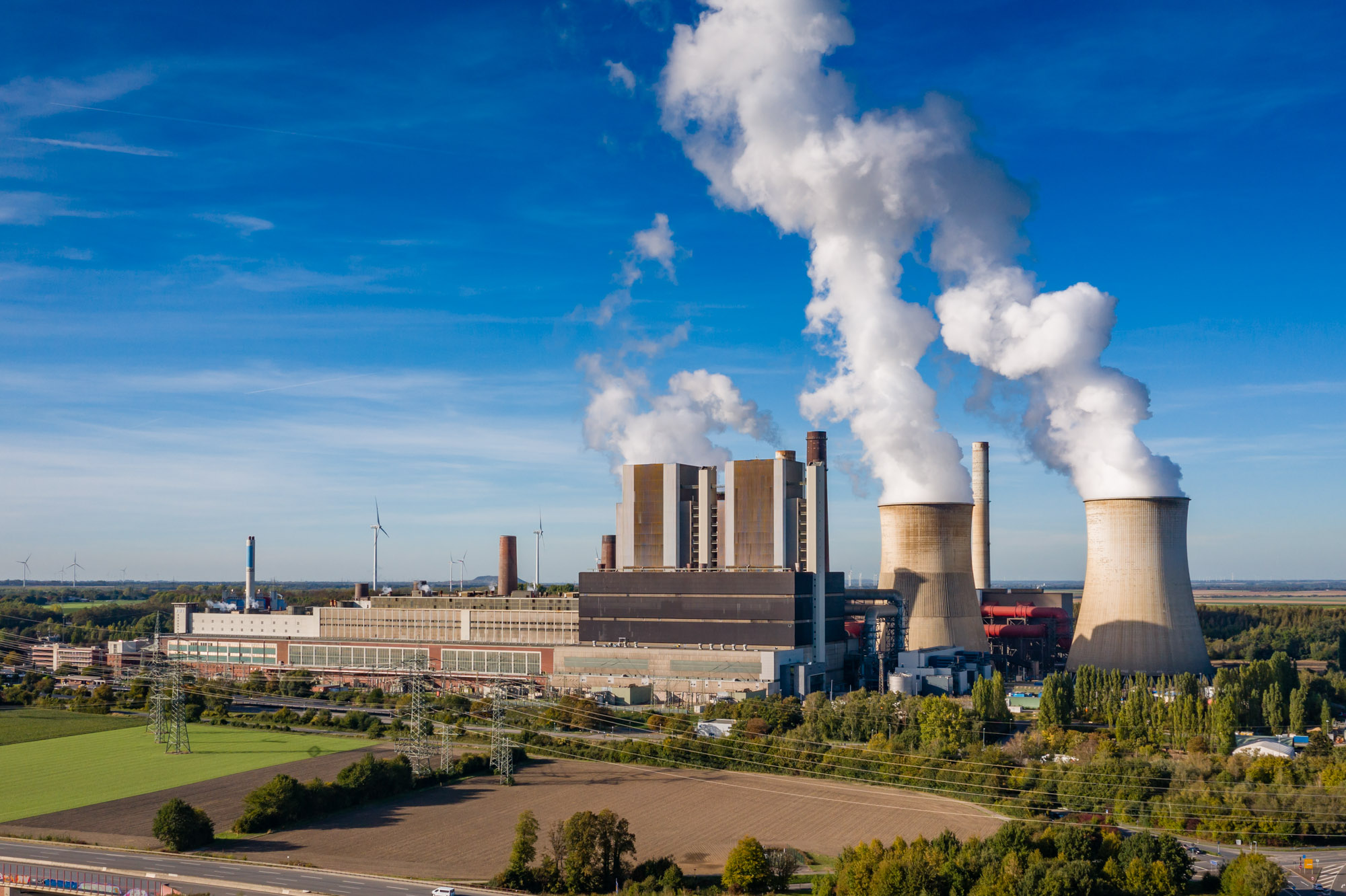
Braunkohlekraftwerk

Entwicklung des weltweiten Energieverbrauchs

Anteilige Entwicklung der Energieträger

Fossile Energie wird aus Brennstoffen gewonnen, die in geologischer Vorzeit aus Abbauprodukten von toten Pflanzen und Tieren entstanden sind. Dazu gehören Braunkohle, Steinkohle, Torf, Erdgas und Erdöl. Man nennt diese Energiequellen fossile Energieträger oder fossile Brennstoffe (siehe auch Fossil). Dagegen wird Biomasse aus Holz und weiteren neuzeitlichen organischen Abfällen und Überresten gewonnen.
Fossile Energieträger basieren auf dem Kohlenstoffkreislauf und ermöglichen damit gespeicherte (Sonnen)energie vergangener Zeiten heute zu verwerten. Die technische Erschließung von fossilen Brennstoffen, zunächst fast ausschließlich Kohle, ermöglichte das kontinuierliche Wirtschaftswachstum seit der Industriellen Revolution. Im Jahr 2019 wurden 81 % des weltweiten Energiebedarfs aus fossilen Quellen gedeckt. Bei der weltweiten Stromerzeugung sank der Anteil fossiler Energien von seinem Höchststand 2007 (68,3 %) bis 2024 auf 59,1 % ab, auch wenn die Erzeugung absolut betrachtet noch leicht wuchs. Damit lagen fossile Energien weiterhin deutlich vor erneuerbaren Energien (31,9 %) und Kernenergie (9 %).
Der Energiegehalt der aufgeführten fossilen Brennstoffe basiert auf dem Kohlenstoff-Gehalt. Bei der Verbrennung mit Sauerstoff werden Energie in Form von Wärme und Oxide freigesetzt, darunter immer Kohlenstoffdioxid. Daher ist die Verbrennung fossiler Energieträger sowohl lokal als auch global „in hohem Maße umweltbelastend“. Fossile Energieträger sind die Hauptquelle von menschengemachten Treibhausgasemissionen und damit der globalen Erwärmung. Je nach Zusammensetzung und Reinheit des fossilen Brennstoffes entstehen auch andere chemische Verbindungen wie Stickstoffoxide und Ruß sowie unterschiedlich feine Stäube.

## Vorräte

### Reserven und Ressourcen
Die in der Erde lagernden Vorräte an fossilen Brennstoffen (fossile Energieträger), die nachgewiesen, sicher verfügbar und mit heutiger Technik wirtschaftlich gewinnbar sind, bezeichnet man als Energiereserven. Gleichbleibenden Energiebedarf und gleichbleibende Nutzung unterstellt, reichen die derzeit (Stand 2020) bekannten Welt-Energiereserven an Erdöl und Erdgas je etwa 50 Jahre und an Kohle circa 130 Jahre.:15,33,45. Allerdings geht die Internationale Energieagentur (IEA) davon aus, dass sich der weltweite Primärenergiebedarf zwischen 2008 und 2035 um 36 % erhöhen wird, jedoch nur, wenn energiepolitische Maßnahmen wie die Steigerung der Energieeffizienz und der Ausbau der erneuerbaren Energien umgesetzt werden. In einem Vergleichszenario, das ohne diese Maßnahmen auskommt, liegt der Anstieg des Primärenergiebedarfs höher. Faktoren für die Verfügbarkeit fossiler Energieträger sind u. a.:
- Größe der Energiereserve
- Effektivität bei der Nutzbarkeit der Energie
- Umfang des Verbrauchs
- Ausweichen auf regenerative Ressourcen

Neben den verfügbaren Energiereserven gibt es nachgewiesene und vermutete Vorräte von Energieträgern (so genannte Energieressourcen), die jedoch derzeit aus technischen oder wirtschaftlichen Gründen noch nicht gewinnbar sind.
Die Reserven der fossilen Brennstoffe reichen wohl maximal noch etwa 100 Jahre. Beim Erdöl lag die statische Reichweite der US-Ölförderung, die ca. zwei Drittel des Weltmarktes ausmachte, Mitte der 1920er Jahre bei 6 Jahren und ist seither auf etwa 50 Jahre:15  gestiegen, da neue Vorkommen und höhere Preise hinzukamen, die teurere Förderverfahren zuließen.
Ein wichtiger Faktor ist neben der statischen Reichweite als statistischer Kennwert der Zeitpunkt, an dem die Förderung nicht mehr gesteigert werden kann, sondern zurückzugehen beginnt (Fördermaximum). Da sich dadurch das Verhältnis von Angebot und Nachfrage verändert, kann dies stark steigende Preise zur Folge haben. Die Versorgungslücke im Bereich der Kraftstoffe kann durch geringeren Verbrauch und alternative Antriebe sowie bei der Erzeugung elektrischer Energie durch erneuerbare Energien oder Kernenergie gedeckt werden.

## Fossile Energieträger

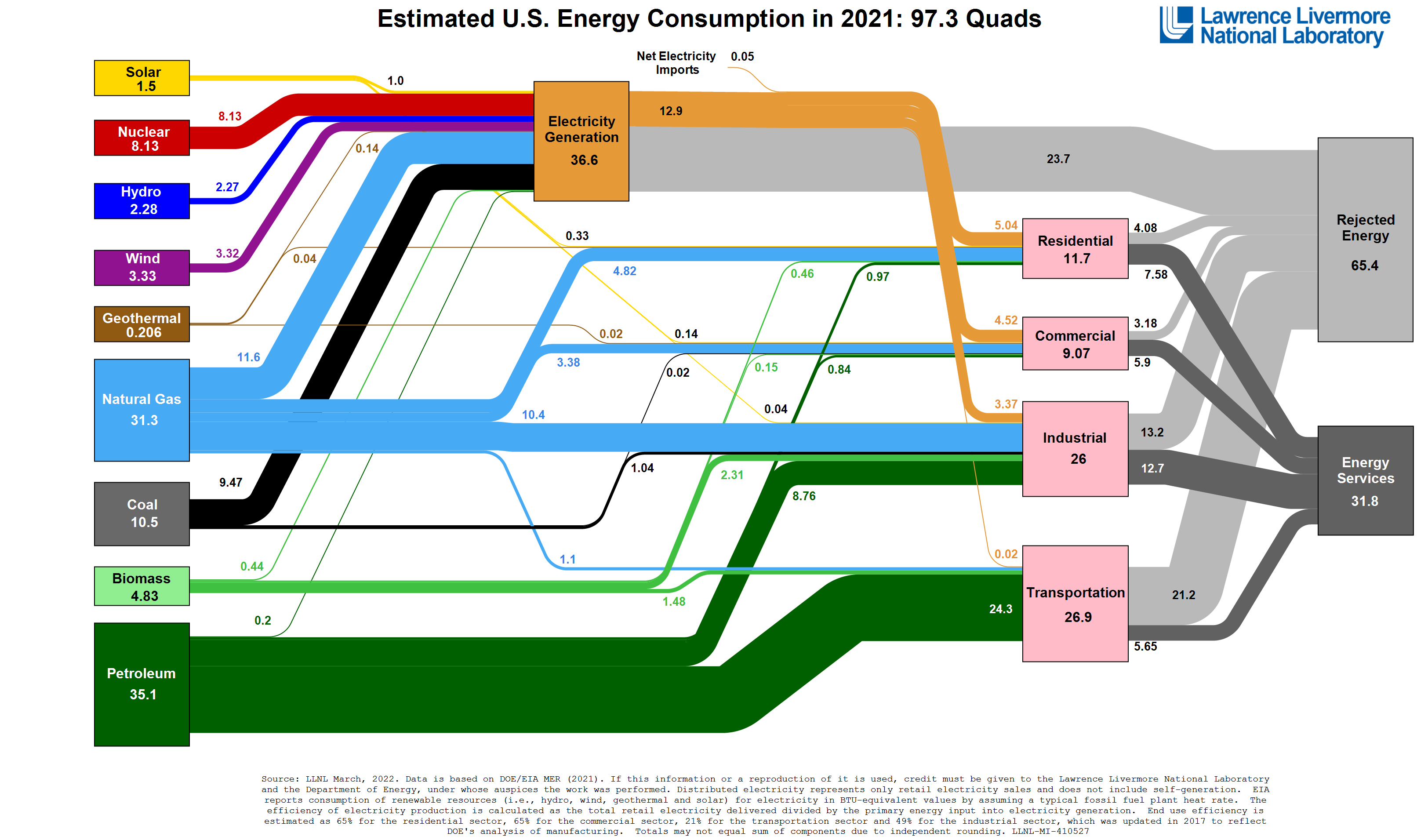
Energieflussdiagramm (Sankey-Diagramm) für die USA im Jahr 2021. Geschätzter Verbrauch: 97,5 Quads (1 quad = 10^{15} BTU). Angeboten und aufbereitet durch das LLNL.

### Kohlenwasserstoffe

#### Erdöl
Erdöl ist ein in der Erdkruste eingelagertes, hauptsächlich aus langkettigen Kohlenwasserstoffen bestehendes homogenes und lipophiles Stoffgemisch. Es entstand aus abgestorbenen Kleinstlebewesen (mehrheitlich einzelligen Algen), die auf dem Meeresgrund in sauerstofffreiem Wasser als an organischen Verbindungen angereicherter Schlamm abgelagert wurden. Weil die Umwelt in geologischen Zeiträumen teils drastischen Änderungen unterworfen ist, stoppte irgendwann die Sedimentation der Algenschlämme und diese wurden von anderen Sedimenten überlagert.
Der Auflastdruck der überlagernden Sedimentschichten sorgte für eine Kompaktion des Schlammes zu einem feinkörnigen Sedimentgestein. Durch kontinuierliche Absenkung der regionalen Erdkruste – diese ermöglichte erst die Ablagerung weiterer Schichten auf dem Schlamm – gelangte das organikreiche Gestein in zunehmend tiefere Krustenbereiche. Dort herrschten infolge des geothermischen Gradienten erhöhte Temperaturen. Unter diesen Bedingungen wurden die festen organischen Verbindungen im Gestein allmählich in flüssige und gasförmige Kohlenwasserstoffe umgewandelt. Da diese Kohlenwasserstoffe relativ mobil sind und zudem eine geringere Dichte haben als das sie umgebende Gestein, wanderten sie in durchlässigem Gestein in Richtung Erdoberfläche. Dort, wo undurchlässige Gesteinsschichten den Aufstieg wirksam behinderten, sammelten sie sich im durchlässigen Gestein an und bildeten Lagerstätten, wobei sich die gasförmigen Kohlenwasserstoffe (hauptsächlich Methan) in der Regel als Erdgas über dem flüssigen Erdöl anreicherten.
Unbehandeltes Erdöl (Rohöl) stellt mit mehr als 17.000 Bestandteilen eine der komplexesten Mischungen an organischen Verbindungen dar, die natürlicherweise auf der Erde vorkommen. Die Nutzungsmöglichkeiten von Erdöl sind sehr vielfältig: Neben der Verbrennung für Heizzwecke und im Verkehr ist es Ausgangspunkt der Petrochemie und damit einer der wichtigen Industrierohstoffe.

#### Erdgas
Erdgas entstand ähnlich wie Erdöl und tritt häufig mit diesem vergesellschaftet auf. Es besteht vor allem aus Methan, die genaue Zusammensetzung schwankt jedoch. Aufgrund des hohen Methananteils ist Erdgas unverbrannt ein starkes Treibhausgas. Sofern aufbereitet, verbrennt es allerdings sauberer und klimaschonender als andere fossile Brennstoffe. Jedoch tragen auch Förderung, Transport und Verarbeitung zur Freisetzung der Treibhausgase Methan und Kohlenstoffdioxid bei. Genutzt wird Erdgas insbesondere für die Wärme-, Strom- und Wasserstofferzeugung (Dampfreformierung) sowie als Rohstoff in der chemischen Industrie.

### Kohle
Kohle (von altgerm. kolo = „Kohle“) ist ein schwarzes oder bräunlich-schwarzes, festes biogenes Sedimentgestein, das zu mehr als 50 Prozent des Gewichtes und mehr als 70 Prozent seines Volumens aus Kohlenstoff besteht.
Kohle ist eine Energiequelle und wird von Menschen als fossiler Brennstoff verwendet. Sie entsteht aus pflanzlichen Überresten, die unter Luftabschluss – z. B. am Grund von Sümpfen und Mooren – verrotten und nach Versenkung in tiefere Bereiche der oberen Erdkruste erhöhten Drücken und Temperaturen ausgesetzt sind.
Als hochwertigere Kohle gilt die Steinkohle, da diese sehr dicht und rein ist, das heißt, sehr wenig Fremdstoffe enthält. Der Brennwert der Steinkohle ist dementsprechend groß. Steinkohle wird deshalb, wie Erdöl, auch Schwarzes Gold genannt. Minderwertiger ist die Braunkohle, die schwächer verdichtet ist und einen größeren Schwefelanteil enthält; ihr Brennwert ist deutlich geringer, daher ist die Verbrennung von Braunkohle die kohlendioxidintensivste Art der Stromerzeugung.
Kohle war der erste in größerem Stil eingesetzte fossile Energieträger. Ihre intensive Nutzung kam im 16. Jahrhundert in England auf. Allerdings stellte Kohle noch bis zur Mitte des 19. Jahrhunderts nur einen kleinen Bruchteil der in Europa konsumierten Energie. Anschließend stieg ihr relativer Anteil am Energiemix bis zur Mitte des 20. Jahrhunderts stark an, um dann später von Öl und Gas wieder etwas zurückgedrängt zu werden.

### Torf
Torf stellt die erste Stufe der Inkohlung dar. Er entsteht unter Luftabschluss in oberflächennahen und trockenfallenden Gewässern. Er ist in getrocknetem Zustand leicht brennbar. Daher wird er häufig in Mooren abgebaut, was Ökologen kritisch sehen. Als Brennstoff wurde Torf vor allem mit Beginn der Industrialisierung eingesetzt. Um 1880 wurde Torf auch zur Feuerung in der Eisen- und Stahlindustrie verwendet. Seit Beginn des 20. Jahrhunderts betreiben einige Länder, vor allem in Mitteleuropa bis Ende der 1970er Jahre, größere Torfkraftwerke. Finnland nutzt weltweit mit 51 Prozent den höchsten Anteil von Torf als Energieträger, wobei dieser zur Primärenergie des Landes 6–7 Prozent und mit 20 Prozent zum Treibhausgasausstoß beiträgt.

## Wirtschaftliche Rahmenbedingungen

### Investitionen
2012 wurden nach Angaben des Thinktanks Carbon Tracker unter Mitarbeit von Nicholas Stern weltweit ca. 674 Mrd. $ in die Suche neuer fossiler Energieträger investiert, etwa 1 % der weltweiten Wirtschaftsleistung.
Investitionen verlagern sich zunehmend weg von fossilen Brennstoffen. Das aus diesem Sektor abgezogene Investitionsvolumen (sog. Divestment) hat sich im Jahr 2015 um den Faktor 50 erhöht, so die US-Beratungsfirma Arabella Advisors. Insbesondere Pensionsfonds und Privatinvestoren aus den USA, Großbritannien und Australien ziehen sich zurück. Die Investoren verweisen auf wirtschaftliche Risiken der Kohlenstoffnutzung und die höhere Wettbewerbsfähigkeit erneuerbarer Energien.
Die Allianz Group, einer der größten Versicherer weltweit und einer der größten Investoren, hat im November 2015 angekündigt, künftig nicht mehr in Unternehmen zu investieren, die mehr als 30 Prozent ihres Umsatzes bzw. ihrer Energieerzeugung aus Kohle generieren.
Norwegen hat entschieden, die Gelder seines Pensionsfonds, einer der weltweit größten Staatsfonds, nicht mehr in Kohlefirmen zu investieren. Der Versicherungskonzern Axa hat sich von Beteiligungen an Kohlekonzernen getrennt. Warren Buffett ist beim Ölkonzern Exxon ausgestiegen.
Im Jahr 2015 wurden 329,3 Milliarden US-Dollar in erneuerbare Energien investiert und damit 4 Prozent mehr als im Vorjahr und dies trotz gesunkener Öl- und Gaspreise und trotz gesunkener Kosten für erneuerbare Energien. 2015 wurde 30 Prozent mehr Wind- und Solarleistung installiert als in 2014.
Im März 2016 trennte sich die Familie Rockefeller von ihren Anteilen an Firmen, die ihr Geschäft mit fossilen Brennstoffen machen. Dies betraf insbesondere Anteile am Exxon-Konzern. Auch von Beteiligungen im Bereich Kohle und Ölsand werde man sich schnell trennen. Ihre eigene Aussage lauten: „Es [ergibt] keinen Sinn […] weiter in diese Unternehmen zu investieren, während die globale Gemeinschaft die Abkehr von fossilen Brennstoffen vorantreibt.“.
Anfang 2024 gingen 91 Prozent der institutionellen Investitionen in die Mineralölindustrie auf Investoren aus lediglich zehn Ländern zurück. Investoren aus den Vereinigten Staaten waren für 65 Prozent der Gesamtinvestitionen in den Industriezweig verantwortlich (Schweiz: Platz 8, Deutschland: Platz 10).

### Gewinne
Alleine die Öl- und Gasindustrie (ohne Kohle) machte zwischen 1970 und 2020 inflationsbereinigt pro Jahr im Durchschnitt etwa eine Billion US-Dollar Gewinn, umgerechnet etwa 3 Mrd. Dollar pro Tag. Insgesamt lag der Profit der Branche über diesen Zeitraum bei 51 Billionen US-Dollar, von denen etwa 86 auf Erdöl entfielen.

### Subventionen
2011 wurden fossile Energien weltweit mit 523 Mrd. US-Dollar direkt subventioniert, während Erneuerbare Energien mit ca. 100 Mrd. Dollar gefördert wurden. Die Subventionen für fossile Energien übersteigen die für erneuerbare Energien bei weitem (Stand 2014). Unter Berücksichtigung ebenfalls anfallender externer Kosten beliefen sich die Subventionen fossiler Energien im Jahr 2013 auf 4,9 Billionen US-Dollar bzw. auf mehr als 150 $ pro Tonne Kohlenstoffdioxid. Für 2014 wurden die Subventionen bei Einberechnung der ökonomischen Kosten von Umwelt- und Gesundheitsschäden auf 5,3 Billionen US-Dollar geschätzt. Im Jahr 2022 lagen die Subventionen gemäß Internationalem Währungsfonds bei 7 Billionen Dollar bzw. ca. 7 % des weltweiten Bruttoinlandsproduktes. Dies entspricht einer Subvention von ca. 13 Millionen Dollar pro Minute und ist fast doppelt so hoch wie die Summe, die weltweit für Bildung ausgegeben wird.
Im Jahr 2010 wurden die fossilen Energien laut Internationaler Energieagentur weltweit mit insgesamt ca. 500 Mrd. Dollar subventioniert, womit die Subventionen um ca. 110 Mrd. Dollar gegenüber 2009 angestiegen waren (externe Kosten nicht berücksichtigt). Diese Subventionen wirken sich laut IEA negativ auf die ökonomische Leistungsfähigkeit der Staaten aus. So könne eine zielgerichtete Abschaffung der Subventionen große ökonomische wie ökologische Vorteile haben und die Energiesicherheit der einzelnen Staaten deutlich stärken. Der Chefökonom der IEA, Fatih Birol, geht davon aus, dass mit einer Abschaffung dieser Subventionen bis 2015 pro Jahr die Emission von ca. 750 Millionen Tonnen Kohlendioxid eingespart werden könnte. Bis zum Jahr 2035 könnten möglicherweise bis zu 2,6 Mrd. Tonnen CO2-Ausstoß vermieden werden, was etwa der Hälfte der Einsparungen wäre, die nötig wären, um das international vereinbare 2-Grad-Ziel zu erreichen.
Laut einer Studie des britischen Overseas Development Instituts subventionieren die führenden Industrie- und Schwellenländer die Erkundung von Ölvorkommen mit 71 Milliarden Euro pro Jahr – und untergraben damit ihre eigene Klimapolitik.

### Preisentwicklung Deutschland
| Jahr | Importrohöl | Importerdgas | Erdgas (Industrie) | Erdgas (Kraftwerke) | Drittlandskohle* (Kraftwerkskohle) |
| ---- | ----------- | ------------ | ------------------ | ------------------- | ---------------------------------- |
| 1995 | 65          | 61           | 118                | 99                  | 39                                 |
| 2000 | 156         | 93           | 158                | 129                 | 42                                 |
| 2010 | 297         | 185          | 281                | 222                 | 85                                 |
| 2020 | 193         | 108          | 182                | 155                 | 65                                 |

## Probleme

### Klimawandel
| Brennstoff      | Wärmegewinn (kJ) | CO2 (Gramm) |
| --------------- | ---------------- | ----------- |
| Kohle           | 32,8             | 3,66        |
| Benzin          | 47,8             | 3,08        |
| Methan (Erdgas) | 55,6             | 2,74        |

Die Verbrennung fossiler Energieträger ist die Hauptquelle für den Anstieg der Treibhausgaskonzentrationen in der Erdatmosphäre und damit der menschengemachten globalen Erwärmung.  Um gravierende Konsequenzen der globalen Erwärmung zu vermeiden, dürfen die heute bekannten fossilen Energiereserven nur noch teilweise genutzt werden. Soll das Zwei-Grad-Ziel mit einer Wahrscheinlichkeit von mehr als 50 % erreicht werden, dürfen im Zeitraum 2011 bis 2050 basierend auf Daten des IPCC maximal zwischen 870 und 1.240 Gigatonnen (Mrd. Tonnen) Kohlenstoffdioxid freigesetzt werden. Umgerechnet auf die Reserven bedeutet dies, dass im globalen Kontext etwa 30 % der Ölreserven, 50 % der Erdgasreserven und mehr als 80 % der Kohlereserven nicht verbrannt werden dürfen. Bei der Beibehaltung der gegenwärtigen Emissionen wäre das noch verbleibende Kohlenstoffbudget in 20–30 Jahren aufgebraucht. Seit Beginn der Industrialisierung bis 2015 wurden bereits ca. 530 Mrd. Tonnen Kohlenstoff durch fossile Energieträger freigesetzt, von denen etwa knapp die Hälfte in der Atmosphäre verblieb und jeweils gut ein Viertel von Ozeanen und Landökosystemen aufgenommen wurde.
Ein komplettes Verbrennen der fossilen Energieressourcen, die konservativ auf 5 Billionen Tonnen Kohlenstoff geschätzt werden, würde hingegen zu einer mittleren Erwärmung der Arktis um ca. 14,7 bis 19,5 °C und einem weltweiten Temperaturanstieg von ca. 6,4 bis 9,5 °C führen, was sehr starke negative Auswirkungen auf Ökosysteme, menschliche Gesundheit, Landwirtschaft, die Wirtschaft usw. hätte (→ Siehe auch: Ende der Menschheit). Würden neben konventionellen auch unkonventionelle Ressourcen verbrannt, könnte die Kohlendioxidkonzentration in der Erdatmosphäre bis auf ca. 5000 ppm bis zum Jahr 2400 ansteigen. Ein solches Szenario würde zu einer Temperaturerhöhung auf Werte führen, wie sie seit mindestens 420 Millionen Jahren nicht mehr aufgetreten sind. Zudem würde der antarktische Eisschild fast vollständig abschmelzen, womit der Meeresspiegel auch ohne Einberechnung des grönländischen Eisschildes um ca. 58 m steigen würde.

### Gesundheitsschäden
Fossile Energieträger sind eine bedeutende Quelle gesundheitsschädlicher Emissionen, die Krankheiten verursachen und zu vorzeitigen Todesfällen führen können. Mit Stand 2021 resultieren weltweit 20 Prozent der Todesfälle, das heißt etwa 8,4 Millionen Menschen jährlich, aus Feinstaubpartikeln fossiler Energieträger. Zusätzlich ist der heutige Ausstoß von CO2 mit einem Hitzetoten je 3700 Tonnen bis 2100 verbunden.
Siehe auch: Mortality Cost of Carbon

### Berichte
- Arbeitsgemeinschaft Energiebilanzen: Energie in Zahlen. AGEB, Berlin 2019, ISBN 978-3-9814271-2-7 (ag-energiebilanzen.de [PDF]).
- Energiewirtschaftliche Entwicklung in Deutschland - Quartalsberichte. Bundesverband der Energie- und Wasserwirtschaft (BDEW), 9. Juni 2023, abgerufen am 9. August 2023.

### Fachbücher
- Ripudaman Malhotra (Hrsg.): Fossil Energy. Springer New York, New York, NY 2020, ISBN 978-1-4939-9762-6, doi:10.1007/978-1-4939-9763-3 (englisch).
- Manfred Hafner, Giacomo Luciani (Hrsg.): The Palgrave Handbook of International Energy Economics. Springer International Publishing, Cham 2022, ISBN 978-3-03086883-3, doi:10.1007/978-3-030-86884-0 (englisch, Open Access).